# Columnea brevipila
Columnea brevipila är en tvåhjärtbladig växtart som beskrevs av Ignatz Urban. Columnea brevipila ingår i släktet Columnea och familjen Gesneriaceae. Inga underarter finns listade i Catalogue of Life.